# Petr Bříza
Petr Bříza (* 9. Dezember 1964 in Prag, Tschechoslowakei) ist ein ehemaliger tschechischer Eishockeytorwart und derzeitiger -funktionär, der als Spieler mit dem HC Sparta Prag ein Mal die tschechoslowakische sowie drei Mal die tschechische Meisterschaft gewann. Seit 2006 arbeitet er als General Manager für den HC Sparta Prag. Seit 2016 ist er Mitglied des Vorstands der Internationalen Eishockey-Föderation.

## Karriere
Petr Bříza begann seine Karriere bei Slavia IPS Prag. Ab 1981 spielte er für diesen Club in der zweiten tschechoslowakischen Spielklasse, bevor er 1983 zur TJ Motor České Budějovice wechselte. Dort debütierte er in der höchsten Spielklasse, der 1. Liga. Nach zwei Spieljahren, in denen er 35 Einsätze für Motor absolviert hatte, wurde er zum Militärdienst eingezogen. Diesen leistete er beim Armeesportklub Dukla Jihlava ab. Während dieser Zeit debütierte er zudem in der tschechoslowakischen Nationalmannschaft und absolvierte am 28. Februar 1986 sein erstes Länderspiel in Příbram gegen die DDR. Nach Ablauf seiner Dienstzeit kehrte er nach České Budějovice zurück. 1989 tauschte ihn Motor České Budějovice gegen Tomáš Jelínek von Sparta Prag – dies war das erste große Transfergeschäft in der Geschichte des tschechoslowakischen Eishockeys.
Mit Sparta Prag gewann er 1990 die tschechoslowakische Meisterschaft – 36 nach dem letzten Titel für seinen neuen Verein. 1991 nutzte er die Öffnung der Grenzen und ging nach Finnland zu Rauman Lukko.
Zwischen 1993 und 1999 spielte er für den EV Landshut in der Deutschen Eishockey Liga. Danach kehrte er zu Sparta Prag zurück und gewann mit diesen 2000 und 2002 zwei weitere Meistertitel.
Mit einem Shootout im sechsten Playoff-Finalspiel gegen Slavia Prag (Endstand 3:0), der gleichzeitig die Meisterschaft für Sparta Prag bedeutete, beendete er am 21. April 2006 seine Karriere als aktiver Spieler.
Bříza ist seither als General Manager für den HC Sparta Prag tätig.

### International
Petr Bříza nahm mit der tschechoslowakischen und tschechischen Nationalmannschaft dreimal an Olympischen Spielen (Calgary 1988, Albertville 1992 Bronzemedaille, Lillehammer 1994) sowie an sechs Weltmeisterschaften teil. Bei der WM 1993 wurde er zum besten Torwart des Turniers gewählt.

## Erfolge und Auszeichnungen
| - 1990 Tschechoslowakischer Meister mit Sparta ČKD Prag - 1991 All-Star-Team der 1. Liga - 1992 Urpo-Ylönen-Trophäe - 1992 All-Star-Team der SM-liiga - 1993 All-Star-Team der SM-liiga - 1998 All-Star-Team der Deutschen Eishockey Liga - 2000 Tschechischer Meister mit Sparta Prag - 2000 Bester Torhüter der Extraliga - 2000 Wertvollster Spieler der Extraliga-Playoffs | - 2002 Tschechischer Meister mit Sparta Prag - 2002 Spieler des Jahres der Extraliga - 2006 Tschechischer Meister mit Sparta Prag - 2006 Spieler des Jahres der Extraliga - 2006 Bester Torhüter der Extraliga - 2006 Wertvollster Spieler der Extraliga-Playoffs - 2006 All-Star-Team der Extraliga - 2022 Aufnahme in die Tschechische Eishockey-Ruhmeshalle |

### International
| - 1984 Bronzemedaille bei der Junioren-Weltmeisterschaft - 1989 Bronzemedaille bei der Weltmeisterschaft - 1990 Bronzemedaille bei der Weltmeisterschaft - 1992 Bronzemedaille bei den Olympischen Winterspielen - 1992 Bronzemedaille bei der Weltmeisterschaft | - 1992 All-Star-Team bei der Weltmeisterschaft - 1993 Bronzemedaille bei der Weltmeisterschaft - 1993 All-Star-Team bei der Weltmeisterschaft - 1993 Bester Torhüter bei der Weltmeisterschaft |

## Karrierestatistik
Quellen: Eurohockey, petrbriza.com, hcsparta.cz

### International
(Legende zur Torhüterstatistik: GP oder Sp = Spiele insgesamt; W oder S = Siege; L oder N = Niederlagen; T oder U oder OT = Unentschieden oder Overtime- bzw. Shootout-Niederlage; Min. = Minuten; SOG oder SaT = Schüsse aufs Tor; GA oder GT = Gegentore; SO = Shutouts; GAA oder GTS = Gegentorschnitt; Sv% oder SVS% = Fangquote; EN = Empty Net Goal; 1 Play-downs/Relegation; Kursiv: Statistik nicht vollständig)
1Rangfolge: 1 = Erster Torhüter; 2 = Zweiter Torhüter; 3 = Ersatztorhüter